# 弗里喬夫南森山

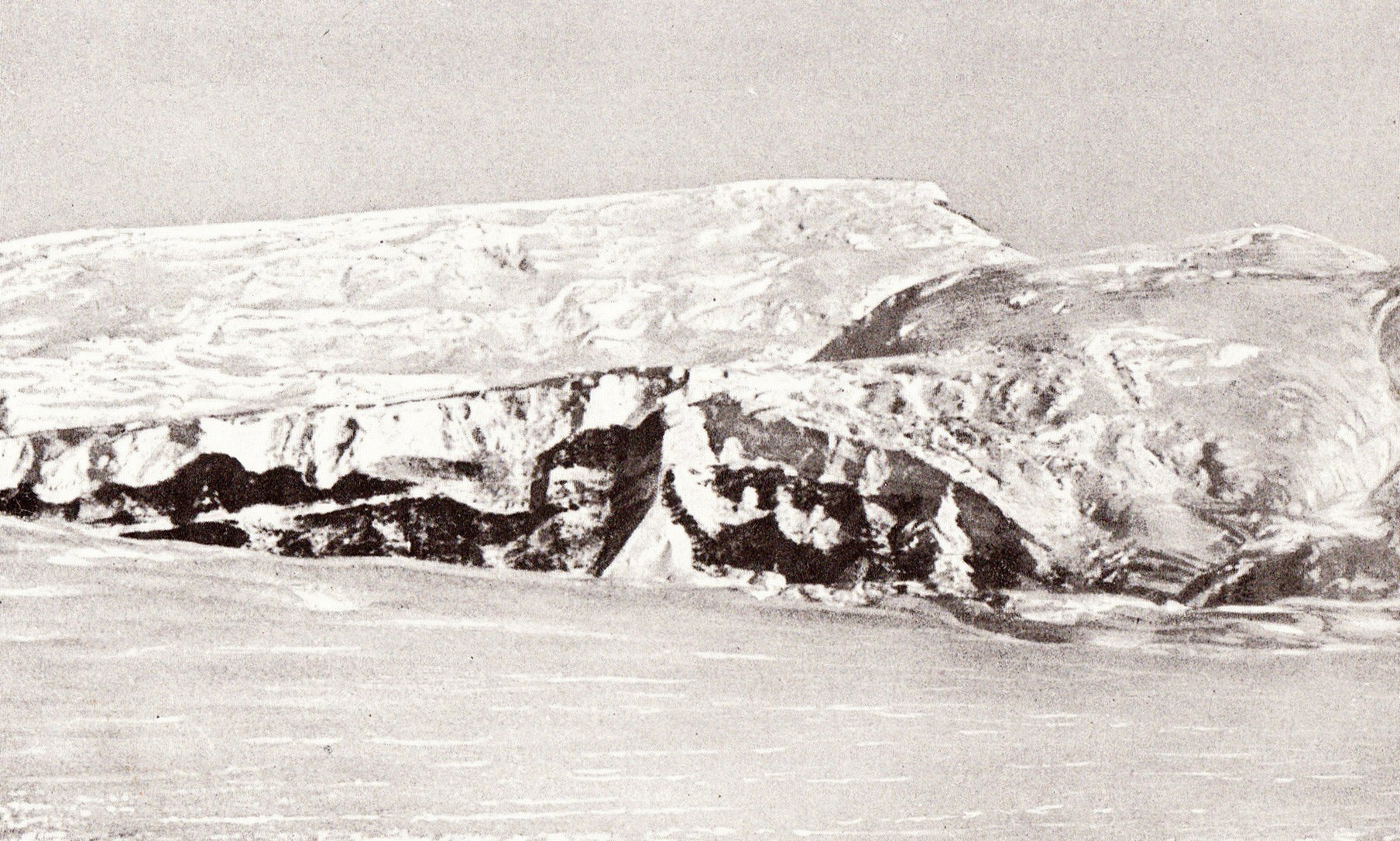

弗里喬夫南森山（英語：Mount Fridtjof Nansen）是南極洲的山峰，屬於毛德王后山脈的一部分，海拔高度4,070米，在1911年由挪威極地探險家羅爾德·阿蒙森發現，以探險家弗里喬夫·南森命名。